# Fonsecaiulus cognata
Fonsecaiulus cognata är en insektsart som först beskrevs av Schmidt 1928.  Fonsecaiulus cognata ingår i släktet Fonsecaiulus och familjen dvärgstritar. Inga underarter finns listade i Catalogue of Life.